# Bobby Martin (cestista)
Robert Marvin Martin, detto Bobby (Atlantic City, 18 agosto 1969), è un ex cestista statunitense, professionista in Europa e in Sudamerica.

## Carriera
Con gli Stati Uniti ha disputato i Campionati americani del 1993.

## Palmarès
- McDonald's All-American Game (1987)
- CBA All-Defensive First Team (1994)